# Scythocentropus inquinata
Scythocentropus inquinata is een vlinder uit de familie uilen (Noctuidae). De wetenschappelijke naam is voor het eerst geldig gepubliceerd in 1888 door Mabille.
De soort komt voor in Europa.